# Salle du Croissant
Il Salle du Croissant è un palazzetto dello sport della città di Nantes in Francia. Ha una capienza di 600 posti. 